# جیلسون جسوس دا سیلوا
جیلسون جسوس دا سیلوا (به پرتغالی: Gilson Jesus da Silva) هافبک اهل برزیل است که در شهر برزیل و در تاریخ ۱۲ ژوئن ۱۹۷۳ به دنیا آمده‌است.
جیلسون جسوس دا سیلوا در تیم‌های فوتبال Pobeda Prilep سابقهٔ حضور دارد.